# USS Shangri-La (CV-38)
USS Shangri-La (CV/CVA/CVS-38) là một trong số 24 tàu sân bay thuộc lớp Essex được hoàn tất trong hoặc ngay sau Chiến tranh Thế giới thứ hai cho Hải quân Hoa Kỳ.
Được đưa ra hoạt động vào năm 1944, Shangri-La tham gia nhiều chiến dịch tại mặt trận Thái Bình Dương trong Chiến tranh Thế giới thứ hai, và được tặng thưởng hai Ngôi sao Chiến trận. Giống như nhiều tàu chị em cùng lớp, Shangri-La được cho xuất biên chế không lâu sau khi chiến tranh kết thúc, nhưng nhanh chóng được cho hiện đại hóa và tái hoạt động vào đầu những năm 1950, và được xếp lại lớp thành một tàu sân bay tấn công CVA. Nó hoạt động tại cả Thái Bình Dương và Đại Tây Dương/Địa Trung Hải trong nhiều năm, và sau đó được xếp lại lớp thành một tàu sân bay chống tàu ngầm CVS. Nó được tặng thưởng thêm ba Ngôi sao Chiến trận khác do thành tích phục vụ trong Chiến tranh Việt Nam.
Shangri-La được cho ngừng hoạt động vào năm 1971 và được bán để tháo dỡ vào năm 1988.

## Thiết kế và chế tạo
Shangri-La là một tàu sân bay dạng thân dài thuộc phân lớp Ticonderoga trong lớp Essex. Con tàu được đặt lườn tại xưởng hải quân Norfolk, Portsmouth, Virginia vào ngày 15 tháng 1 năm 1943, và được hạ thủy vào ngày 24 tháng 2 năm 1944, được đỡ đầu bởi bà Josephine Doolittle, phu nhân Thiếu tướng Jimmy Doolittle, người chỉ huy cuộc Không kích Doolittle. Nó được đưa vào hoạt động ngày 15 tháng 9 năm 1944 dưới quyền chỉ huy của Hạm trưởng, Đại tá Hải quân James D. Barner.

### Tên gọi
Việc đặt tên con tàu này đã vượt khỏi thông lệ về đặt tên tàu vào lúc đó, vốn đặt tên các tàu sân bay theo tên các trận đánh hoặc tên các tàu chiến nổi tiếng của Hải quân Mỹ trước đây. Cái tên này có liên quan đến chiếc tàu sân bay Hornet (CV-8) đã bị mất: Sau sự kiện cuộc ném bom Tokyo được tung ra từ chiếc Hornet vào năm 1942, Tổng thống Franklin D. Roosevelt khi trả lời câu hỏi của giới báo chí đã nói rằng cuộc không kích xuất phát từ "Shangri-La", một xứ sở tưởng tượng vô cùng hạnh phúc mà James Hilton nói đến trong cuốn tiểu thuyết Lost Horizon.

## Lịch sử hoạt động

### Thế Chiến II
Shangri-La hoàn tất việc trang bị tại Norfolk và tiến hành chuyến đi chạy thử máy tại vùng biển Trinidad từ ngày 15 tháng 9 đến ngày 21 tháng 12 năm 1944 trước khi quay trở về Norfolk. Vào ngày 17 tháng 1 năm 1945, nó rời Hampton Roads cùng với tàu tuần dương lớn Guam (CB-2) và tàu khu trục Harry E. Hubbard (DD-748) hướng đến Panama. Ba chiếc tàu chiến đi đến Cristóbal thuộc Vùng kênh đào Panama vào ngày 23 tháng 1 và vượt qua kênh đào vào ngày 24 tháng 1. Shangri-La khởi hành từ Balboa vào ngày 25 tháng 1 và đi đến San Diego, California vào ngày 4 tháng 2. Tại đây nó được nhận thêm nhân sự, tiếp liệu và máy bay bổ sung để chuyển đến Hawaii, và nó lên đường vào ngày 7 tháng 2. Sau khi đi đến Trân Châu Cảng vào ngày 15 tháng 2, nó trải qua một giai đoạn hai tháng tiến hành huấn luyện và chuẩn nhận hoạt động tàu sân bay cho những phi công Hải quân từ đất liền.
Ngày 10 tháng 4, Shangri-La nhổ neo hướng đến đảo san hô Ulithi, và đến nơi mười ngày sau đó. Sau khi trú qua đêm trong vũng biển, nó rời Ulithi cùng các tàu khu trục Haggard (DD-555) và Stembel (DD-644) để gia nhập Lực lượng Đặc nhiệm 58, lực lượng tàu sân bay nhanh dưới quyền Phó Đô đốc Marc A. Mitscher. Vào ngày 24 tháng 4, nó được phân về Đội Đặc nhiệm 58.4 đang khi còn ở điểm hẹn tiếp nhiên liệu cùng với Đội Đặc nhiệm 50.8. Ngày hôm sau, Shangri-La cùng với Liên đội Không quân CVG-85 phối thuộc cho nó tung ra cuộc không kích đầu tiên xuống Nhật Bản. Mục tiêu đầu tiên là Okino Daito Jima, một nhóm các hòn đảo nhỏ cách hàng trăm dặm về phía Đông Nam Okinawa. Máy bay của nó đã phá hủy thành công các trạm radar và vô tuyến tại đây; và sau khi thu hồi máy bay, đội đặc nhiệm lên đường hướng đến Okinawa. Shangri-La hỗ trợ tuần tra chiến đấu trên không cho đội cũng như hỗ trợ gần mặt đất cho Tập đoàn quân 10 Bộ binh Hoa Kỳ đang chiến đấu tại Okinawa cho đến khi quay trở về Ulithi vào ngày 14 tháng 5.
Trong khi ở lại Ulithi, Shangri-La trở thành soái hạm của Lực lượng Đặc nhiệm Tàu sân bay 2, khi Phó Đô đốc John S. McCain, Sr. đặt cờ hiệu của mình trên chiếc tàu sân bay vào ngày 18 tháng 5. Sáu ngày sau, Đội Đặc nhiệm 58.4, có Shangri-La tháp tùng, rời khỏi vũng biển san hô. Vào ngày 28 tháng 5, Đội Đặc nhiệm 58.4 đổi tên thành 38.4, và Đô đốc McCain thay phiên Đô đốc Mitscher làm Tư lệnh Lực lượng Đặc nhiệm 38, vẫn giữ lại Shangri-La là soái hạm của mình. Vào ngày 2-3 tháng 6, lực lượng đặc nhiệm tung ra cuộc không kích xuống các đảo chính quốc Nhật Bản, đặc biệt là vào Kyūshū, hòn đảo cực Nam của chính quốc. Gặp phải sự kháng cự trên không ác liệt nhất kể từ khi tham chiến, liên đội không lực của Shangri-La chịu đựng tổn thất nặng nhất trong suốt cuộc chiến này.
Vào ngày 4-5 tháng 6, nó di chuyển lên phía Tây Bắc để tránh một cơn bão; vào ngày 6 tháng 6, máy bay của nó tiếp tục nhiệm vụ hỗ trợ gần mặt đất tại Okinawa. Vào ngày 8 tháng 6, liên đội không lực của nó lại tấn công Kyūshū, và ngày hôm sau quay trở lại Okinawa. Đến ngày 10 tháng 6, lực lượng đặc nhiệm rời Okinawa quay trở về Leyte, thực hiện các hoạt động thực hành trên đường đi. Shangri-La đi vào vịnh Leyte và thả neo tại vịnh San Pedro vào ngày 13 tháng 6. Chiếc tàu sân bay ở lại đây cho đến hết tháng 6 để bảo trì và nghỉ ngơi. Ngày 1 tháng 7, Shangri-La khởi hành từ Leyte quay trở lại khu vực chiến sự. Vào ngày 2 tháng 7, lời thề sĩ quan của John L. Sullivan, sau này là Trợ lý Bộ trưởng Hải quân về Không lực, đã được đọc trên Shangri-La, một nghi thức kiểu này lần đầu tiên được thực hiện trong vùng chiến sự.
Tám ngày sau, liên đội không lực của Shangri-La tiến hành một loạt không kích xuống Nhật Bản kéo dài cho đến khi đối phương đầu hàng vào ngày 15 tháng 8; chúng được thực hiện trải rộng suốt chuỗi quần đảo này. Vào ngày 10 tháng 7, họ tấn công Tokyo, cuộc không kích đầu tiên trở lại thủ đô này kể từ tháng 2. Vào ngày 14-15 tháng 7, họ tấn công Honshū và Hokkaidō, và quay trở lại Tokyo vào ngày 18 tháng 7, cũng ném bom nhắm vào thiết giáp hạm Nagato đang neo đậ gần bờ ở Yokosuka. Từ ngày 20 đến ngày 22 tháng 7, Shangri-La được tiếp nhiên liệu, nhận máy bay thay thế và thư từ. Ngày 24 tháng 7, máy bay của nó tấn công tàu bè chung quanh Kure, và tiếp nối nhiệm vụ này trong ngày hôm sau, trước khi được nghỉ ngơi và tiếp liệu trong các ngày 26 và 27 tháng 7. Ngày hôm sau, máy bay của Shangri-La đã gây hư hại cho tàu tuần dương hạng nhẹ Ōyodo và thiết giáp hạm Haruna; chiếc sau bị hỏng nặng đến mức nó bị ngập nước và mắc cạn, và sau đó bị bỏ lại. Chúng tấn công Tokyo một lần nữa vào ngày 30 tháng 7, rồi rời khỏi khu vực để được tiếp liệu trong các ngày 31 tháng 7 và 1 tháng 8.

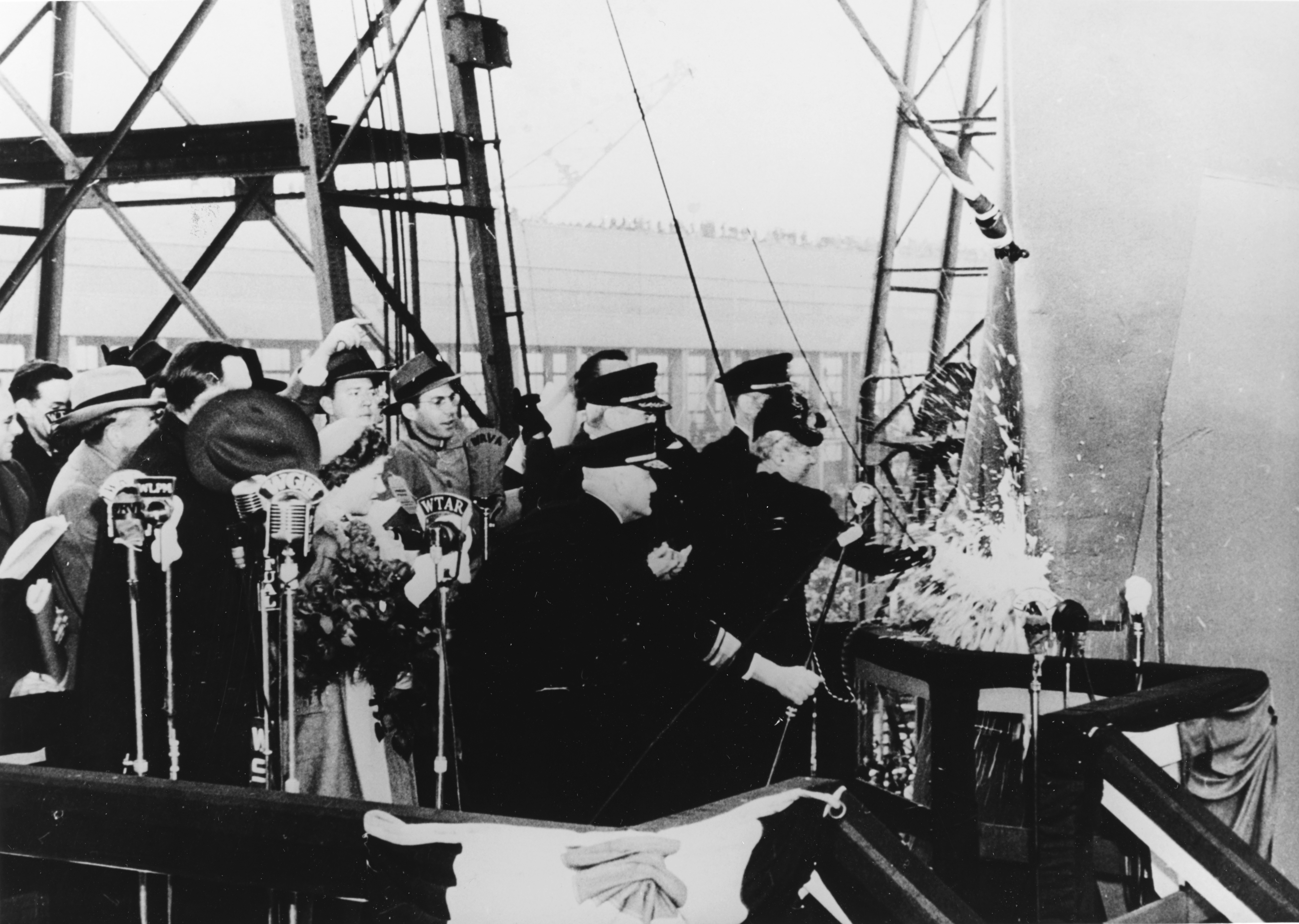
Phu nhân tướng James H. Doolittle đang hạ thủy Shangri-La tại Xưởng hải quân Norfolk, Virginia, ngày 24 tháng 2 năm 1944.

Shangri-La trải qua bốn ngày tiếp theo tại khu vực nghỉ ngơi chờ đợi một cơn bão đi qua. Vào ngày 9 tháng 8, sau khi tình trạng sương mù dày đặc khiến phải hủy bỏ các phi vụ của ngày hôm trước, máy bay của nó lại ném bom Honshū và Hokkaido. Ngày hôm sau, họ ném bom Tokyo và khu vực Trung bộ Honshū, rồi rút lui để được tiếp liệu. Nó lẩn tránh một cơn bão khác trong các ngày 11-12 tháng 8, rồi lại không kích xuống Tokyo trong ngày 13 tháng 8. Sau khi được tiếp tế trong ngày 14 tháng 8, nó tung máy bay ra tấn công các sân bay chung quanh Tokyo vào sáng ngày 15 tháng 8 năm 1945. Không lâu sau đó, thông tin Nhật Bản đã chấp nhận đầu hàng được công bố; và hạm đội nhận được lệnh ngừng bắn. Shangri-La tiếp tục các nhiệm vụ tuần tra tại khu vực Honshū từ ngày 15 đến ngày 23 tháng 8, và sau đó thực hiện các phi vụ thả hàng tiếp tế cho các trại giam giữ tù binh chiến tranh Đồng Minh tại Nhật Bản.
Shangri-La tiến vào vịnh Tokyo vào ngày 16 tháng 9, gần hai tuần sau khi diễn ra nghi thức ký kết chính thức văn kiện Nhật Bản đầu hàng bên trên thiết giáp hạm Missouri (BB-63), và ở lại đó cho đến ngày 1 tháng 10. Nó đi đến Okinawa vào ngày 4 tháng 10, ở lại đây cho đến ngày 6 tháng 10 trước khi lên đường quay trở về Hoa Kỳ cùng với Đơn vị Đặc nhiệm 38.1.1. Nó tiến vào vịnh San Pedro vào ngày 21 tháng 10 và ở lại Long Beach trong ba tuần. Vào ngày 5 tháng 11, chiếc tàu sân bay chuyển đến San Diego, và rời cảng này một tháng sau đó hướng đến Bremerton, Washington. Nó đi vào Xưởng hải quân Puget Sound vào ngày 9 tháng 12 để đại tu, và công việc này kết thúc vào ngày 30 tháng 12, khi nó quay trở lại San Diego.

### Sau chiến tranh
Shangri-La tiếp nối các hoạt động thường xuyên ngoài khơi San Diego, chủ yếu là việc huấn luyện và chuẩn nhận hạ cánh trên tàu sân bay cho phi công. Vào tháng 5 năm 1946, nó lên đường đi đến khu vực Trung tâm Thái Bình Dương tham gia Chiến dịch Crossroads, cuộc thử nghiệm bom nguyên tử được tiến hành tại đảo san hô Bikini. Sau đó, nó thực hiện một chuyến đi huấn luyện ngắn đến Trân Châu Cảng, rồi trải qua mùa Đông trong Xưởng hải quân Puget Sound. Đến tháng 3 năm 1947, nó lại được bố trí đến Trân Châu Cảng và Sydney, Australia. Khi quay trở về Hoa Kỳ, Shangri-La được cho xuất biên chế và đưa về Hạm đội Dự bị Thái Bình Dương tại San Francisco vào ngày 7 tháng 11 năm 1947.

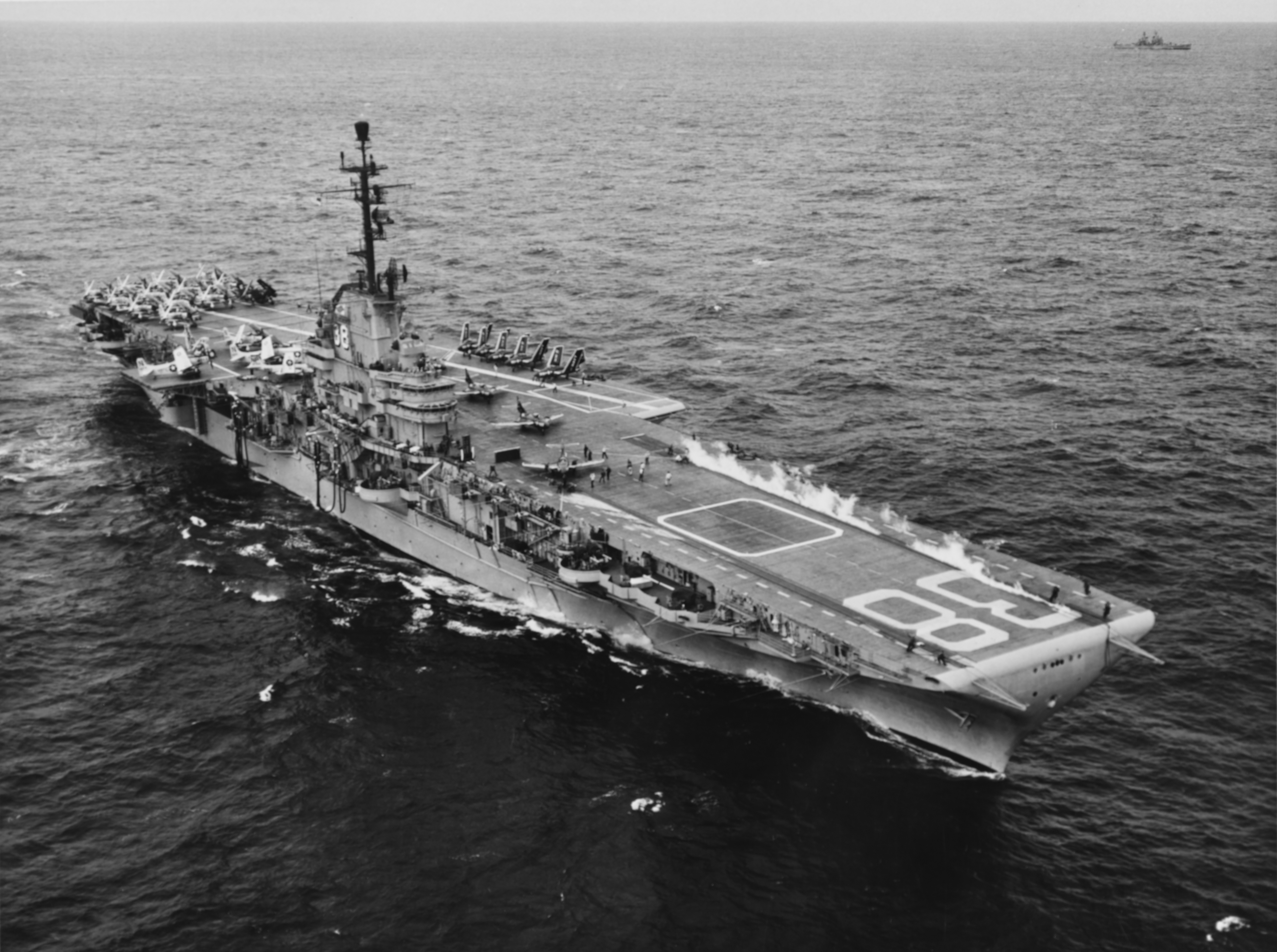
Shangri-La sau khi được cải biến SCB-125 vào năm 1956

Shangri-La được cho nhập biên chế trở lại vào ngày 10 tháng 5 năm 1951 dưới quyền chỉ huy của Đại tá Hải quân Francis L. Busey. Trong năm tiếp theo, nó tiến hành các hoạt động huấn luyện và sẵn sàng chiến đấu ngoài khơi Boston, Massachusetts. Được xếp lại lớp thành tàu sân bay tấn công với ký hiệu lườn CVA-38 vào năm 1952, nó quay trở lại Xưởng hải quân Puget Sound vào mùa Thu năm đó, và một lần nữa được cho tạm ngừng hoạt động vào ngày 14 tháng 11, lần này là để được hiện đại hóa kết hợp cả hai chương trình SCB-27 và SCB-125. Trong hai năm tiếp theo, nó được trang bị một sàn đáp chéo góc, hai máy phóng hơi nước, đồng thời thang nâng và dây hãm máy bay cũng được đại tu. Với chi phí lên đến gần 7 triệu Đô-la Mỹ, nó gần như là một con tàu mới khi được đưa trở lại hoạt động lần thứ ba vào ngày 10 tháng 1 năm 1955 dưới quyền chỉ huy của Đại tá Hải quân Roscoe L. Newman. Shangri-La tiến hành các hoạt động huấn luyện hạm đội khẩn trương trong phần còn lại của năm 1955, rồi sau đó được bố trí hoạt động tại Viễn Đông vào ngày 5 tháng 1 năm 1956. Cho đến năm 1960, nó luân phiên các chuyến đi tại Tây Thái Bình Dương với các hoạt động ngoài khơi San Diego. Vào ngày 16 tháng 3 năm 1960, nó từ giã San Diego lên đường đi sang cảng nhà mới trên bờ Đông Hoa Kỳ, Mayport, Florida. Nó về đến Mayport sau khi ghé thăm Callao, Peru; Valparaíso, Chile; Port of Spain, Trinidad; Bayonne, New Jersey; và Norfolk, Virginia.
Sau sáu tuần lễ huấn luyện tại khu vực hoạt động tại chỗ chung quanh vịnh Guantánamo, Cuba, nó lên đường cho chuyến bố trí đầu tiên tại Đại Tây Dương, một cuộc tập trận của khối NATO, rồi tiếp nối bằng chuyến ghé thăm Southampton, Anh Quốc. Hầu như ngay sau khi quay trở về Mayport, Shangri-La lại được lệnh ra khơi, lần này là đi đến khu vực Caribbe do xảy ra cuộc xung đột giữa Guatemala và Nicaragua. Nó quay trở về Mayport vào ngày 25 tháng 11 và ở lại cảng nhà trong hơn hai tháng.
Từ năm 1961 đến năm 1970, Shangri-La luân phiên các hoạt động bố trí tại Địa Trung Hải với các hoạt động phía Tây Đại Tây Dương, ngoài khơi Mayport. Nó lên đường hướng sang phía Đông cho đợt bố trí đầu tiên cùng Đệ Lục hạm đội Hoa Kỳ vào ngày 2 tháng 2 năm 1961. Nó quay trở về Hoa Kỳ vào mùa Thu năm đó và đi vào Xưởng hải quân New York để đại tu. Quay trở lại Mayport vào đầu năm 1962, Shangri-La lại lên đường vào ngày 7 tháng 2 hướng sang Địa Trung Hải; và sau sáu tháng hoạt động cùng Hạm đội 6, nó rời khu vực Địa Trung Hải vào giữa tháng 8 và về đến Mayport ngày 28 tháng 8.

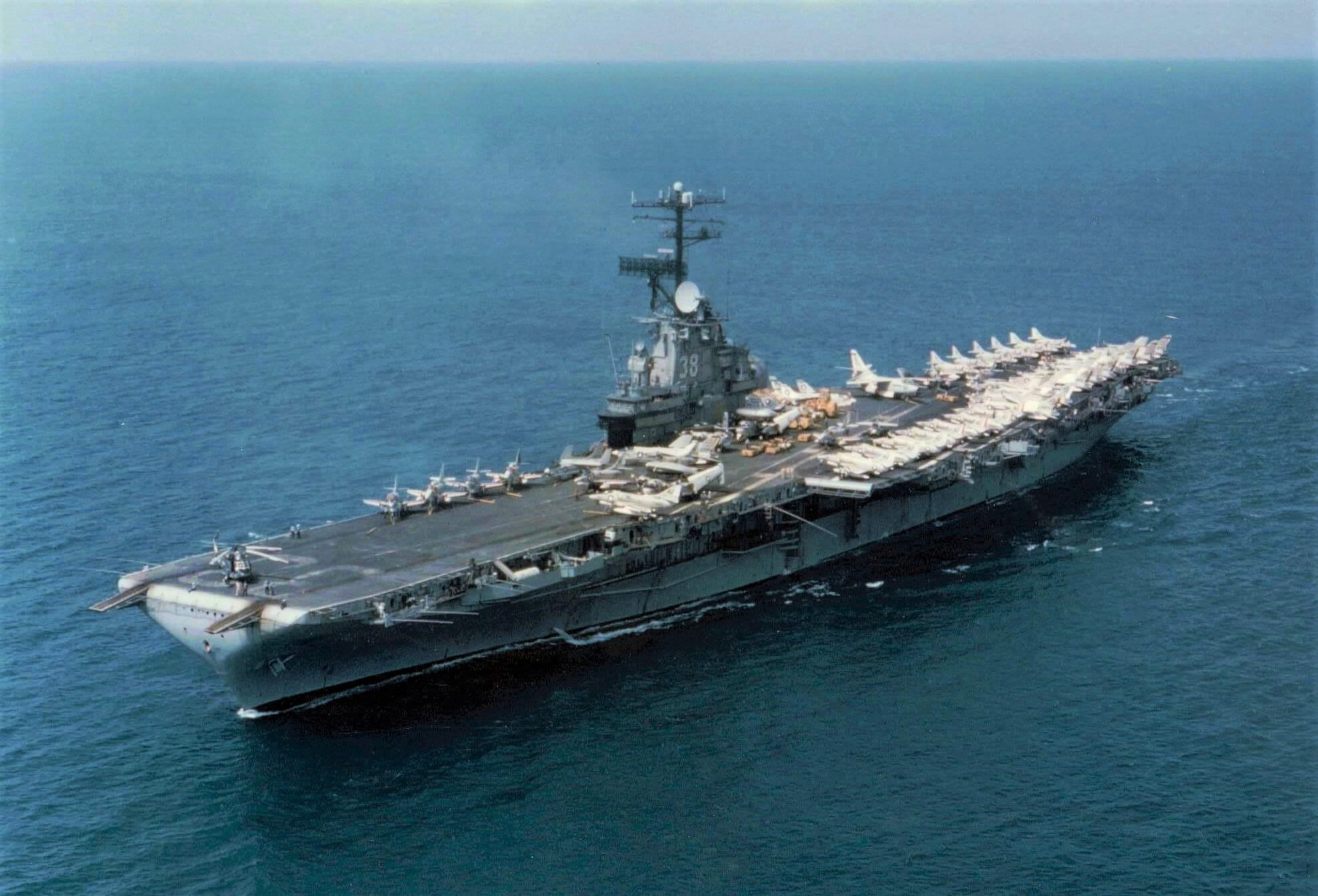
Shangri-La di chuyển trong vùng biển Carribe, năm 1970

Sau một tháng lưu lại cảng nhà, chiếc tàu sân bay hướng đến New York để được đại tu. Shangri-La được cải biến rộng rãi trong thời gian ở ụ tàu, bị tháo dỡ bốn khẩu pháo 127 mm (5 inch), nhưng được trang bị hệ thống radar mới dò tìm trên không và đo độ cao cùng một hệ thống hãm mới. Ngoài ra, nhiều thiết bị điện và cơ khí cũng được đổi mới. Sau các chuyến đi thử máy và ghé thăm Bayonne và Norfolk, Shangri-La quay trở lại Mayport trong một tuần lễ vào cuối tháng 3 năm 1963; rồi ra khơi để hoạt động tại khu vực Caribbe trong giai đoạn kéo dài tám tháng. Sau khi được nghỉ ngơi, vào ngày 1 tháng 10 năm 1963, nó được bố trí một đợt hoạt động khác kéo dài bảy tháng cùng Đệ Lục hạm đội.
Shangri-La tiếp tục được bố trí hoạt động cùng Đệ Nhị hạm đội và Đệ Lục hạm đội trong sáu năm tiếp theo. Vào mùa Thu năm 1965, Shangri-La gặp tai nạn khi bị tàu khu trục Newman K. Perry (DD-883) húc phải trong một cuộc tập trận. Shangri-La bị thủng một lỗ trên lườn tàu bên dưới mực nước. Về phía chiếc tàu khu trục, một người thiệt mạng và một người bị thương, và mũi tàu bị cong. Không có thương vong trên chiếc tàu sân bay, và lỗ thủng được nhanh chóng bịt kín. Do tai nạn này, nó trải qua một đợt đại tu rộng rãi vào mùa Đông năm 1965 và mùa Xuân năm 1966, lần này là tại Xưởng hải quân Philadelphia, rồi tiếp nối các hoạt động thường lệ. Vào ngày 30 tháng 6 năm 1969, nó được xếp lại lớp thành một tàu sân bay chống tàu ngầm với ký hiệu lườn CVS-38.

### Chiến tranh Việt Nam
Vào năm 1970, Shangri-La được bố trí trở lại khu vực Tây Thái Bình Dương sau mười năm vắng bóng. Nó khởi hành từ Mayport vào ngày 5 tháng 3, ghé qua Rio de Janeiro, Brasil trong các ngày 13-16 tháng 3, và hướng về phía Đông ngang qua Đại Tây Dương và Ấn Độ Dương. Chiếc tàu sân bay đi đến Căn cứ Hải quân vịnh Subic, Philippines vào ngày 4 tháng 4, và trong bảy tháng tiếp theo đã tung ra các phi vụ chiến đấu từ Trạm Yankee. Lượt phục vụ của nó tại trạm Yankee bị ngắt quãng bởi những chuyến đi tiếp liệu đến vịnh Subic, bởi 12 ngày trong ụ tàu tại Yokosuka, Nhật Bản trong tháng 7, và bởi các chuyến viếng thăm Manila và Hong Kong trong tháng 10.
Ngày 9 tháng 11, Shangri-La khởi hành từ vịnh Subic quay trở về nhà. Trên đường về Mayport, nó đã ghé thăm Sydney, Australia; Wellington, New Zealand và Rio de Janeiro, Brazil. Nó đến Mayport vào ngày 16 tháng 12 và bắt đầu chuẩn bị để ngừng hoạt động. Sau khi được chuẩn bị tại Xưởng hải quân Boston, Shangri-La được cho xuất biên chế lần sau cùng vào ngày 30 tháng 7 năm 1971. Nó được đưa về Hạm đội Dự bị Đại Tây Dương và neo đậu tại Xưởng hải quân Philadelphia.

### Số phận
Shangri-La ở lại thành phần dự bị trong vòng 11 năm tiếp theo sau, trước khi được rút tên khỏi danh sách Đăng bạ Hải quân vào ngày 15 tháng 7 năm 1982. Nó được MARAD giữ lại trong nhiều năm nhằm cung cấp linh kiện thay thế cho chiếc tàu sân bay huấn luyện Lexington (CV-16). Nó được bán để tháo dỡ vào ngày 9 tháng 8 năm 1988, và cuối cùng được kéo tới Đài Loan để tháo dỡ.

## Phần thưởng
Shangri-La được tặng thưởng hai Ngôi sao Chiến trận do thành tích phục vụ trong Chiến tranh Thế giới thứ hai, và thêm ba Ngôi sao Chiến trận khác cho các hoạt động trong Chiến tranh Việt Nam.
| \| |                                         |                           |
|    |                                         | Bronze star · Bronze star |
|    |                                         | Bronze star               |
|    | Bronze star · Bronze star · Bronze star |                           |

| Đơn vị Tuyên dương Anh dũng               | Đơn vị Tuyên dương Anh dũng                            | Huân chương Viễn chinh Hải quân                        | Huân chương Viễn chinh Hải quân                                         |
| Huân chương Phục vụ Trung Hoa             | Huân chương Chiến dịch Hoa Kỳ                          | Huân chương Chiến dịch Hoa Kỳ                          | Huân chương Chiến dịch Châu Á-Thái Bình Dương với 2 Ngôi sao Chiến trận |
| Huân chương Chiến thắng Thế Chiến II      | Huân chương Phục vụ Chiếm đóng Hải quân                | Huân chương Phục vụ Chiếm đóng Hải quân                | Huân chương Phục vụ Phòng vệ Quốc gia với 1 Ngôi sao Chiến trận         |
| Huân chương Viễn chinh Lực lượng Vũ trang | Huân chương Phục vụ Việt Nam với 3 Ngôi sao Chiến trận | Huân chương Phục vụ Việt Nam với 3 Ngôi sao Chiến trận | Huân chương Chiến dịch Bội Tinh (Việt Nam Cộng Hòa)                     |

## Tiểu tiết
Sàn đáp bằng gỗ của Shangri-La được giữ lại trong đợt hiện đại hóa SCB-125 năm 1952. Nó giữ lại sàn đáp này trong suốt quãng đời phục vụ còn lại, như được ghi nhận trong những hồi ký và ghi chép của các cựu chiến binh giai đoạn chiến tranh Việt Nam. Điều này khiến cho nó là một trong những tàu sân bay cuối cùng với sàn gỗ phục vụ trong Hải quân Mỹ.